# 테스트 드라이브 언리미티드 솔라 크라운
테스트 드라이브 언리미티드 솔라 크라운(Test Drive Unlimited Solar Crown)은 KT 레이싱이 개발하고 나콘이 퍼블리싱한 2024년 온라인 레이싱 비디오 게임이다. 이 게임은 2012년 페라리 레이싱 레전드 이후 시리즈의 첫 번째 타이틀인 테스트 드라이브 시리즈의 21번째 게임이며, 2011년의 테스트 드라이브 언리미티드 2에 이어 프랜차이즈 언리미티드 리부트 (작품)의 세 번째 게임이다. 이 게임은 2020년 7월 3일에 예고되었다. 7월 7일 나콘 커넥트 이벤트에서 공식적으로 공개되었다.
테스트 드라이브 언리미티드 솔라 크라운은 2024년 9월 12일 마이크로소프트 윈도우, 플레이스테이션 5 및 엑스박스 시리즈 X/S용으로 출시되었으며, 닌텐도 스위치 버전의 출시 날짜는 아직 발표되지 않았다. 게임은 엇갈린 평가를 받았다.

## 개발
2016년 12월 프랑스 출판사 빅벤 인터랙티브(현재의 나콘)가 프랜차이즈를 재부팅할 계획으로 아타리 (1993년~현재)로부터 테스트 드라이브 지적 재산을 인수했다고 보고되었다. 2018년 빅벤은 프랑스 게임 개발자 카일로톤의 인수를 발표했으며 카일로톤의 사장인 로만 빈센트는 그들이 차기 테스트 드라이브 작업을 진행 중이라고 제안했다. 2020년 4월, 나콘은 2011년 테스트 드라이브 언리미티드 2에 등장한 솔라 크라운 우주 경주 대회 시리즈를 가리키는 마지막 두 단어인 테스트 드라이브 솔라 크라운에 대한 상표를 지적재산권 사무소에 제출했다.
이 게임은 나콘 커넥트 2021 기간 동안 2021년 7월 6일에 공개된 예고편에서 공개된 홍콩섬을 1:1로 재현한다. 오아후섬과 이비사섬의 이전 두 게임과 달리 도로는 좌측 통행이 된다. 더 브라더후드 오브 스피드의 도쿄와 런던 이후 시리즈이다. 게임에 대한 스팀 (서비스) 뉴스 허브에 명시된 바와 같이 운전 가능한 도로는 550km(340마일)이다. 처음 두 개의 테스트 드라이브 언리미티드 게임을 작업한 크리에이티브 디렉터 알랭 자르니우(Alain Jarniou)는 나콘 커넥트 2020 쇼케이스에서 테스트 드라이브 언리미티드 솔라 크라운이 그때까지 "몇 달" 동안만 개발 중이었다고 말했다. 게임 디렉터 기욤 기네(Guillaume Guinet)는 프로젝트가 2016년에 시작되어 2018년에 제작이 시작된다고 밝혔다.
게임 디렉터 기욤 기네에 따르면 테스트 드라이브 언리미티드 솔라 크라운은 포르자 (비디오 게임 시리즈) 시리즈, 더 크루 시리즈 및 곧 출시될 그랜드 테프트 오토 VI의 경쟁자가 될 예정이다.

## 평가
| 평가 |                                        |
| --- | -------------------------------------- |
| 통합 점수 통합사 점수 메타크리틱 (PC) 52/100 [ 1 ] (PS5) 55/100 [ 2 ] (XSXS) 55/100 [ 3 ] 오픈크리틱 0% [ 4 ] 평론 점수 평론사 점수 유로게이머 DE : [ 5 ] GB : [ 6 ] PT : [ 7 ] 하드코어 게이머 3/5 [ 8 ] IGN Adria: 3/10 [ 9 ] US : 5/10 [ 10 ] PCGamesN 4/10 [ 11 ] 푸시 스퀘어 [ 12 ] Gamereactor 7/10 [ 13 ] Pure Xbox [ 14 ] |                                        |
| 통합 점수 |                                        |
| 통합사 | 점수                                   |
| 메타크리틱 | (PC) 52/100 (PS5) 55/100 (XSXS) 55/100 |
| 오픈크리틱 | 0%                                     |
| 평론 점수 |                                        |
| 평론사 | 점수                                   |
| 유로게이머 | DE: · GB: · PT:                        |
| 하드코어 게이머 | 3/5                                    |
| IGN | Adria: 3/10 US: 5/10                   |
| PCGamesN | 4/10                                   |
| 푸시 스퀘어 | [ 12 ]                                 |
| Gamereactor | 7/10                                   |
| Pure Xbox | [ 14 ]                                 |